# Dos cruces en Danger Pass
Dos cruces en Danger Pass (spanisch für „Zwei Kreuze in Danger Pass“) ist der Titel eines im deutschen Sprachraum nicht gezeigten Italowestern von Rafael Romero Marchent aus dem Jahr 1967.

## Handlung
Im Gefängnis von Danger Pass glaubt ein Häftling nicht an die Schuld des Sheriffs, der vom mächtigen, reichen und skrupellosen Moran, dessen Bande die ganze Gegend gewaltsam unter Kontrolle hat, angeklagt wird. Moran tötet schließlich mehrfach: Den Gefangenen, den Sheriff und dessen Frau – die Kinder Alex und Judy Mitchell werden zu Augenzeugen. Judy wächst in Morans Haus als Angestellte auf, Alex wird von einer Quäkerfamilie aufgezogen. Trotz seines friedlichen und auf Vergebung bauenden Umfeldes wächst er mit dem Gedanken an Rache heran. Schließlich wird er wegen dieser Gefühle aus der Familie ausgeschlossen; sein Halbbruder Mark, der ihn immer von seiner Rache abbringen wollte, fühlt sich für ihn verantwortlich. Das ist auch notwendig, denn Alex’ Weg ist von Erfüllung seiner Rache, Betrug, Gewalt und Schießereien gesäumt, an dessen Ende die Zerstörung der gesamten Familie Moran, allerdings auch Judys Tod, steht. Im Schlusskampf stehen sich der Sohn Morans, Charley, und Alex gegenüber; letzterer wird gerettet.

## Kritik
Segnalazioni Cinematografiche sahen einen Western all’italiana, „dessen Geschichte jede Glaubwürdigkeit fehlt und dessen Szenen einzig zur Darstellung heftiger Gewalt und zynischen Tötens existieren.“

## Bemerkungen
Filmlieder sind Without a Name, gesungen von Raoul und die beiden von Giulia de Mutis alias July Ray interpretierten Bring Us Joy and Happiness und What Do You Think.
Drehorte waren Manzanares el Real, Colmenar Viejo und Hoyo de Manzanares.